# Saint-Usage (Côte-d’Or)
Saint-Usage ist eine französische Gemeinde mit 1.330 Einwohnern (Stand: 1. Januar 2022) im Département Côte-d’Or in der Region Bourgogne-Franche-Comté; sie gehört zum Arrondissement Beaune und zum Kanton Brazey-en-Plaine.

## Geographie
Saint-Usage liegt etwa 35 Kilometer südsüdöstlich von Dijon. Durch die Gemeinde führt der Canal de Bourgogne und im Süden begrenzt die Saône die Gemeinde. Umgeben wird Saint-Usage von den Nachbargemeinden Brazey-en-Plaine im Nordwesten und Norden, Montot im Norden, Trouhans im Nordosten, Échenon im Osten, Saint-Symphorien-sur-Saône im Südosten, Saint-Jean-de-Losne und Losne im Süden, Pagny-le-Château im Südwesten sowie Esbarres im Südwesten und Westen.

## Bevölkerungsentwicklung
| Jahr                       | 1962 | 1968 | 1975 | 1982 | 1990 | 1999 | 2006 | 2013 | 2019 |
| Einwohner                  | 989  | 1020 | 938  | 1086 | 1007 | 994  | 1068 | 1293 | 1344 |
| Quellen: Cassini und INSEE |      |      |      |      |      |      |      |      |      |

## Sehenswürdigkeiten
- Reste eines gallo-römischen Tempels